# 元墩下
元墩下（英語：Yuen Tun Ha）是香港大埔區的一個地區和一條鄉村。它是衛奕信徑第七段的終點和第八段的起點。

## 行政區劃
元墩下是新界小型屋宇政策下其中一條認可鄉村，亦為大埔鄉事委員會的鄉村代表之一。在選舉劃分上，元墩下是大埔滘選區的一部份，現任區議員為毛家俊。

## 外部連結
- 居民代表選舉元墩下（大埔）的劃定現有鄉村範圍（2019－2022年） （页面存档备份，存于）

22°25′45″N 114°09′42″E / 22.429275°N 114.161736°E